# Richard Batka
Richard Batka, né le 14 décembre 1868 à Prague et mort le 24 avril 1922 à Vienne, est un musicographe et critique musical tchèque.

## Biographie
Richard Batka fait ses études à l'Université allemande de Prague, avant de se rendre à Vienne où il se fait connaître comme critique musical. Il publie des monographies sur des compositeurs allemands. Il publie aussi des essais historiques d'importance comme Geschichte der Musik in Böhmen.

## Œuvres
- Allgemeine Geschichte der Musik (trois volumes, Stuttgart, 1909-1915)